# Balneário Camboriú
Balneário Camboriú város Brazíliában, Santa Catarina államban. Lakosainak száma 139 155 fő (2022). Balneário Camboriú Camboriú, Itapema és Itajaí községekkel határos.

## Népesség
A település népességének változása:
| Lakosok száma | 73 455 | 94 344 | 108 089 | 124 557 | 145 796 | 149 227 | 139 155 |
|               | 2000   | 2007   | 2010    | 2014    | 2020    | 2021    | 2022    |